# Giottino

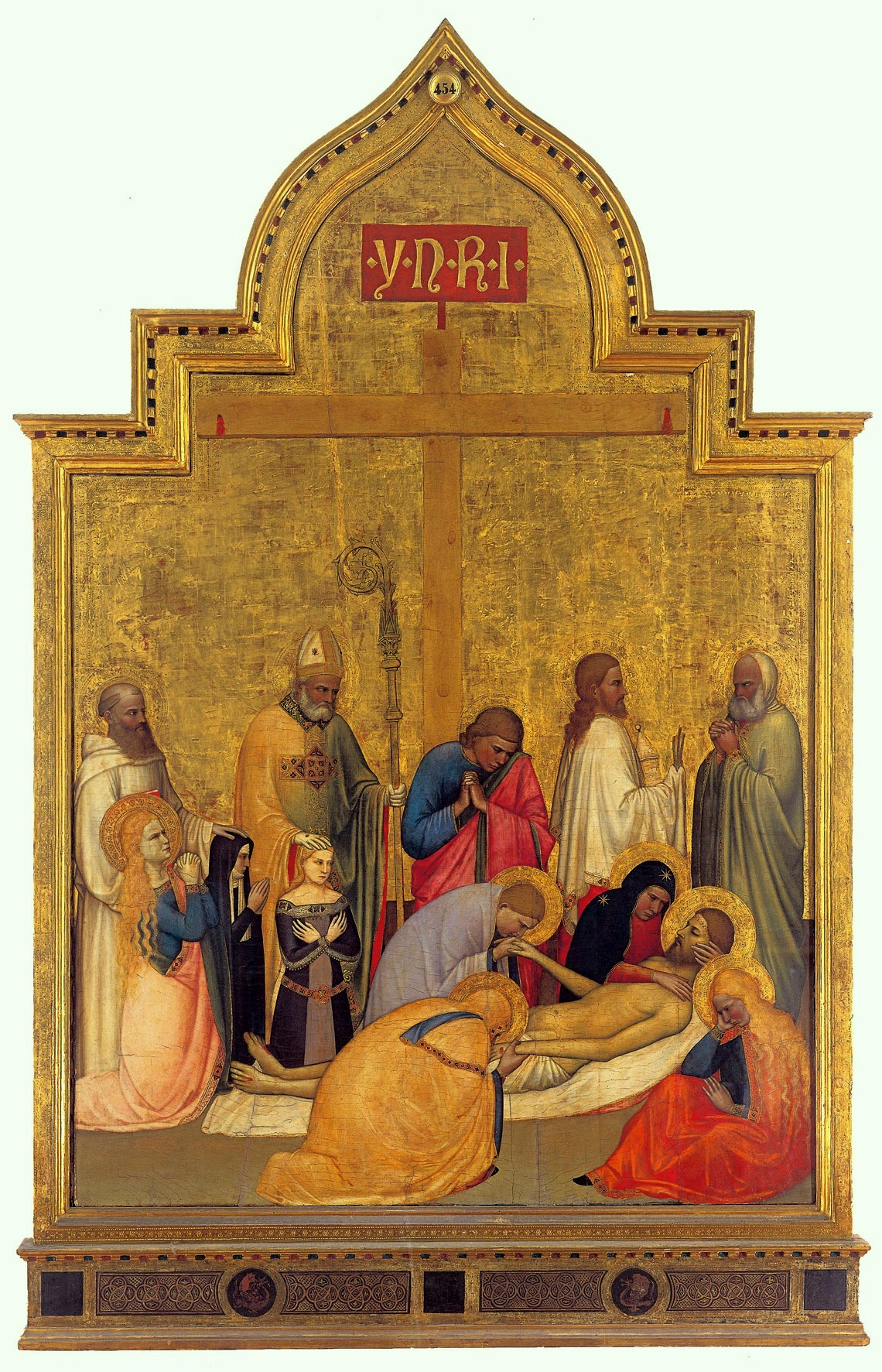
Pietà de San Remigio

Giottino (1324 - 1369) foi um pintor italiano de Florença. Seu verdadeiro nome era Maso di Stefano ou Tommaso di Stefano.
O pai de Giottino era também um pintor famoso. Foi ele quem ensinou o filho, que tomou gosto pelas obras de Giotto de tal forma que foi chamado de Giottino. Seu trabalho mais famoso são os afrescos na Capela de San Silvestro na Basílica da Santa Cruz são atribuídos a Giottino. 